# Thomas Coventry (1er comte de Coventry)
Pour les articles homonymes, voir Thomas Coventry et Coventry.
Thomas Coventry, 1er comte de Coventry (vers 1629 - 15 juillet 1699), connu sous le nom de Hon. Thomas Coventry de 1640 à 1687 et Lord Coventry de 1687 à 1697, est un homme politique anglais qui siège à la Chambre des communes à divers moments entre 1660 et 1687 lorsqu'il accède à la pairie.

## Biographie
Il est le fils cadet de Thomas Coventry (2e baron Coventry), et de son épouse Mary Craven. Il est le petit-fils de Thomas Coventry (1er baron Coventry). En avril 1660, il est élu député de Droitwich au Parlement de la Convention et député de Camelford en 1661 pour le Parlement cavalier. En 1681, il est élu député de Warwick et réélu en 1685. Il succède à son neveu comme cinquième baron Coventry en 1687 et entre à la Chambre des lords. En 1697, il est fait vicomte Deerhurst et comte de Coventry .
Lord Coventry épouse d'abord Winifred, fille de Pierce Edgcumbe, vers 1660. Elle est décédée en 1694. Il épouse ensuite Elizabeth, fille de Richard Grimes, en 1695. Il meurt en juillet 1699 et son fils aîné de son premier mariage, Thomas, lui succède. Lady Coventry s'est remariée plus tard et est décédée en 1724 .